# Adolf Oberländer
Adolf Oberländer. Retrato de Johann Lindner com assinatura de Oberländer
Vista da sepultura.
Adolf Adam Oberländer (Regensburg, 1 de outubro de 1845 — Munique, 29 de maio de 1923) foi um pintor e caricaturista alemão, aluno de Ferdinand Piloty. Ele ficou conhecido principalmente por suas representações humorísticas.

## Biografia
Após ser criado em Regensburg, Oberländer foi para Munique, uma cidade conhecida por sua promoção das artes, onde se formou na Academia de Belas Artes. Em seguida, permaneceu na cidade bávara. Wilhelm Busch influenciou suas ilustrações, a maioria das quais foi publicada pela Braun & Schneider. Suas representações humorísticas e satíricas do comportamento humano eram particularmente conhecidas. Elas eram frequentemente executadas como desenhos antropomorfizados de animais. Oberländer desenhava principalmente para o Fliegenden Blätter, um jornal semanal ilustrado e humorístico. Mais tarde, ele também trabalhou para o Münchener Bilderbogen.
Criou outras ilustrações para Lustige Naturgeschichte oder Zoologia comica (1877) de Franz Bonn, Jedes Thierchen hat sein Pläsierchen (1888) de Edwin Bormann e O diese Kinder (1894) de Georg Bötticher. Adolf Oberländer foi contratado pelo produtor de chocolate Ludwig Stollwerck, de Colônia, para desenhar figurinhas colecionáveis para os álbuns Stollwerck, incluindo a série Abenteuer eines Frosches (Aventuras de um sapo) para o Álbum de colecionador Stollwerck n.º 4, de 1899.
Oberländer foi casado com Sophie, nascida Scheurlin (n. 12 de agosto de 1844), a filha mais nova do poeta Georg Scheurlin, desde 1873. Eles tiveram dois filhos, Emilie (n. 1881) e Julius (n. 1883).
O pintor Franz von Lenbach era um dos amigos íntimos de Oberländer.
Adolf Oberländer morreu em Munique em 1923, aos 77 anos. Seu túmulo está localizado no Alter Südfriedhof em Munique.

## Trabalhos selecionados
Seus trabalhos mais conhecidos incluem a série de desenhos Randzeichnungen aus dem Schreibheft des kleinen Moritz, publicados entre 1880 e 1900. O Álbum de Oberländer foi publicado a partir de 1879.
- Teuflische Bücherentsorgung — Gefangener in Ketten[6]
- Sensenschmiede bei Garmisch[7]
- Der Trinker und der Teufel[7]
- Auf der Himmelswiese[7]
- Die gelehrte Prinzessin[7]
- Abend[7]
- Der verlorene Sohn[7]
- antes de 1920: Wirtshauszene[8]

## Honras (seleção)
- 1895: Ordem Maximiliana da Baviera para Ciência e Arte.
- Oberländer foi membro honorário da Secessão de Berlim e da Academia de Belas Artes de Munique e Dresden.
- Uma rua no distrito de Kumpfmühl, em Regensburg, tem seu nome em sua homenagem.[9]

## Publicações, anúncios (seleção)
- Ach du gute alte Zeit. Karikaturen. Publicado por Sophie Weidner-Oberländer. Deutscher Taschenbuch Verlag (dtv), Munique 1983, ISBN 3-423-10137-7.
- Die tanzende Dampfmaschine. Publicado por Hans Ludwig, Eulenspiegel-Verlag, Berlim 1981.
- Eigenh. Brief mit U.[10]
- Eigenh. Albumblatt mit U.[11]
- Eigenh. Brief mit U. und Briefkarte mit U. (jeweils "AOberländer").[12]

Seleção de alguns trabalhos de Oberländer
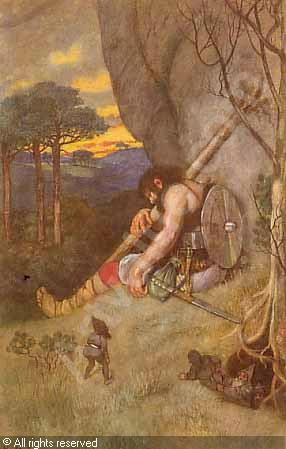
Gigante adormecido com anões
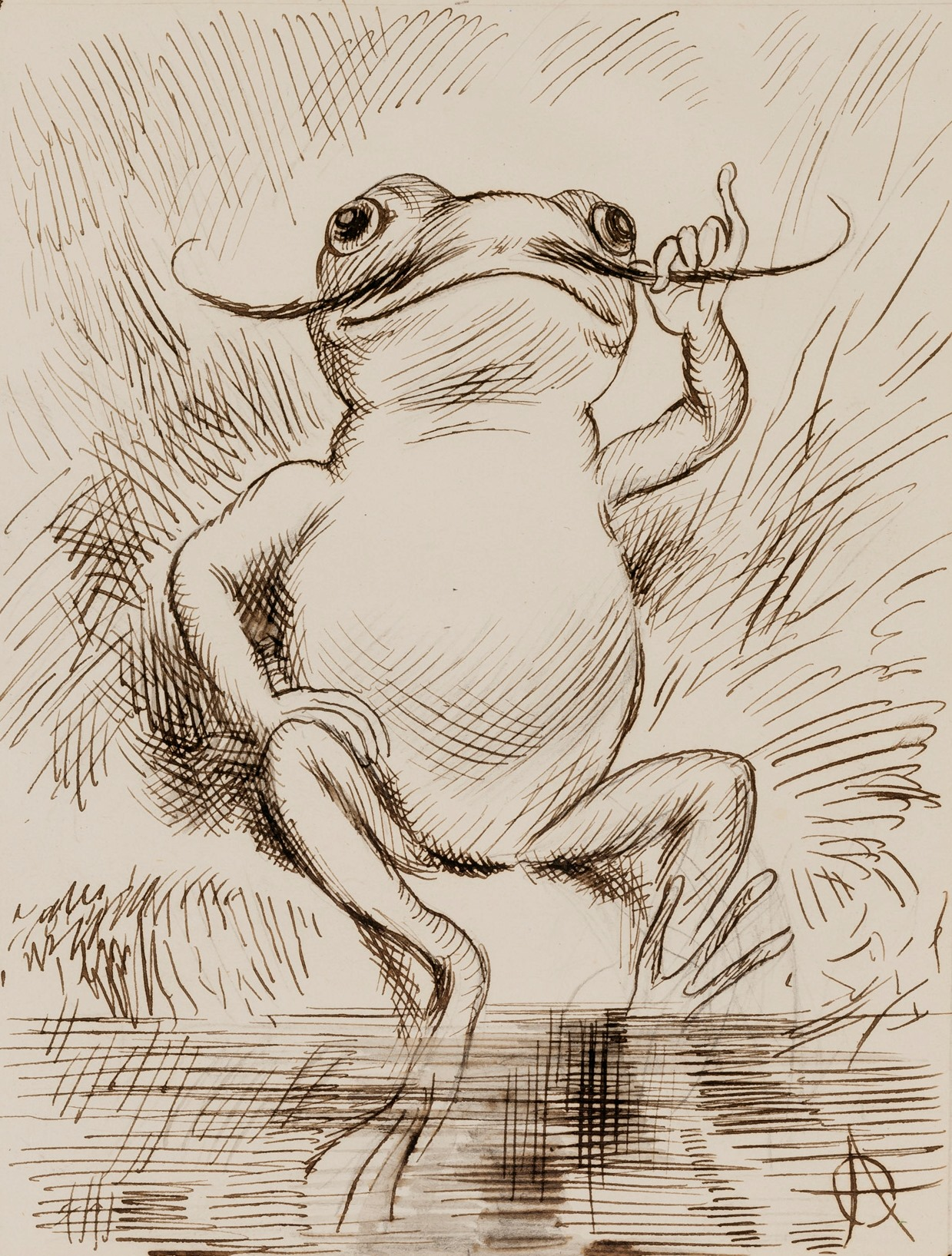
O sapo da árvore, 1876
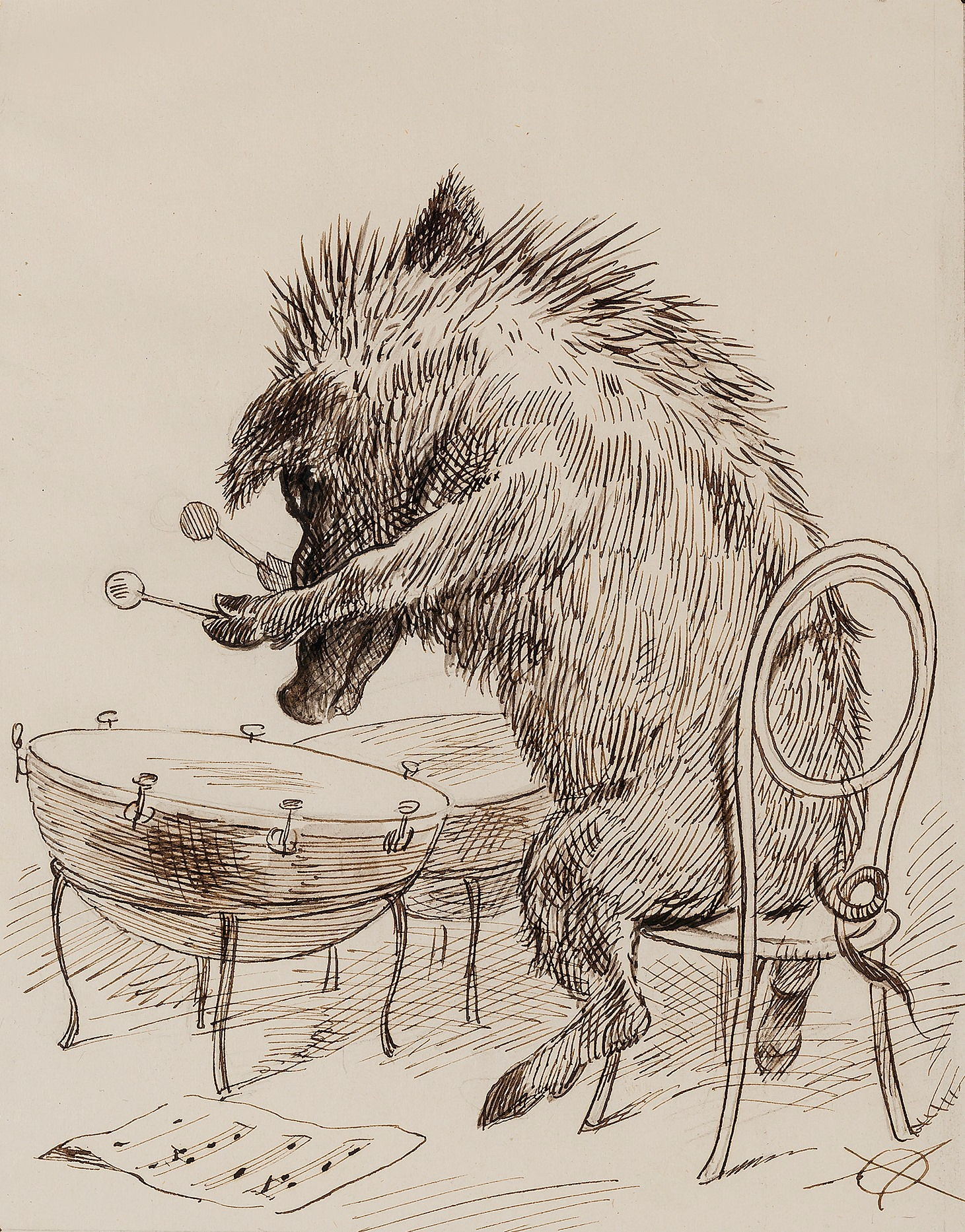
A porca selvagem, 1876
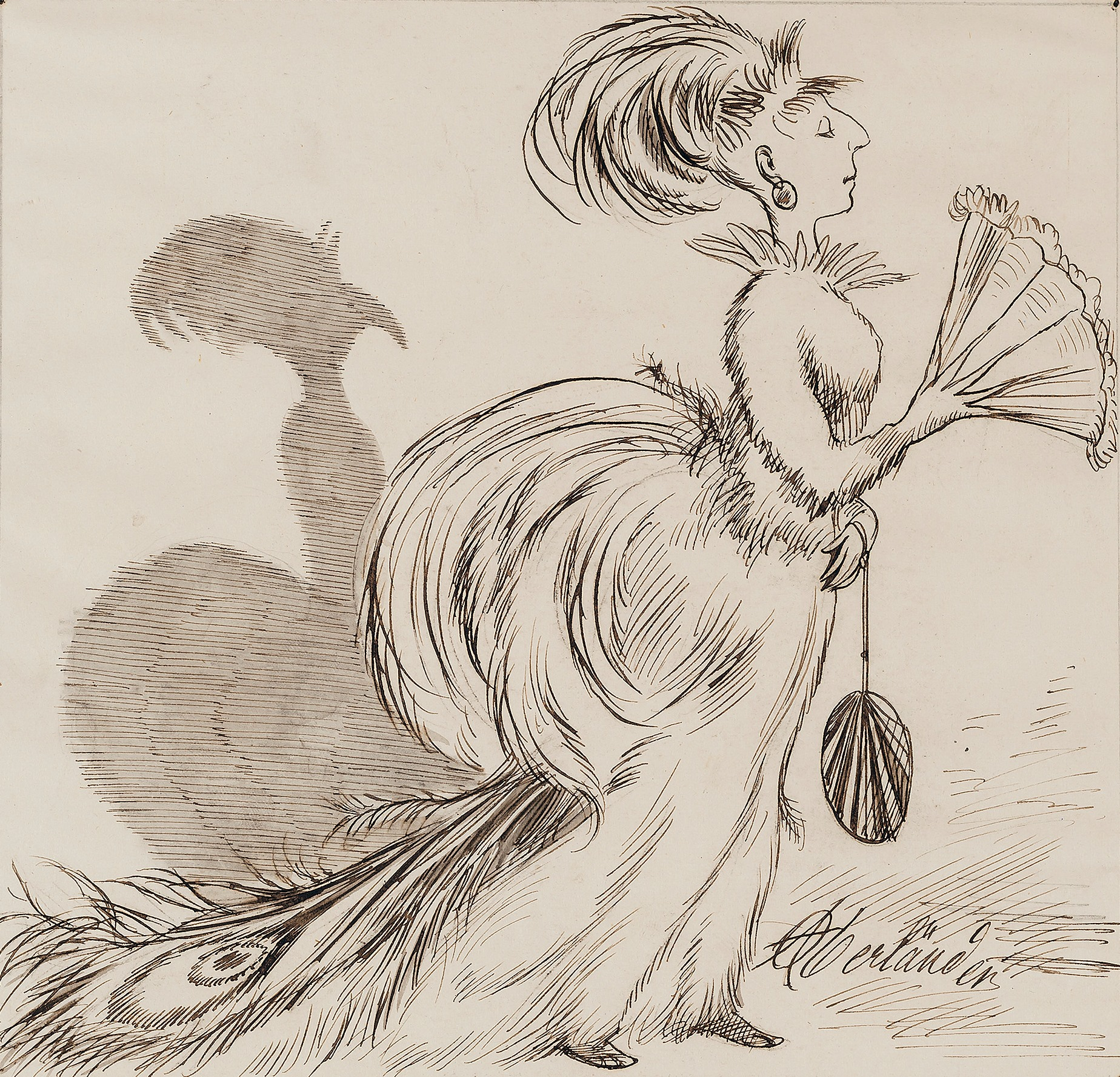
Senhora Pfau, 1876
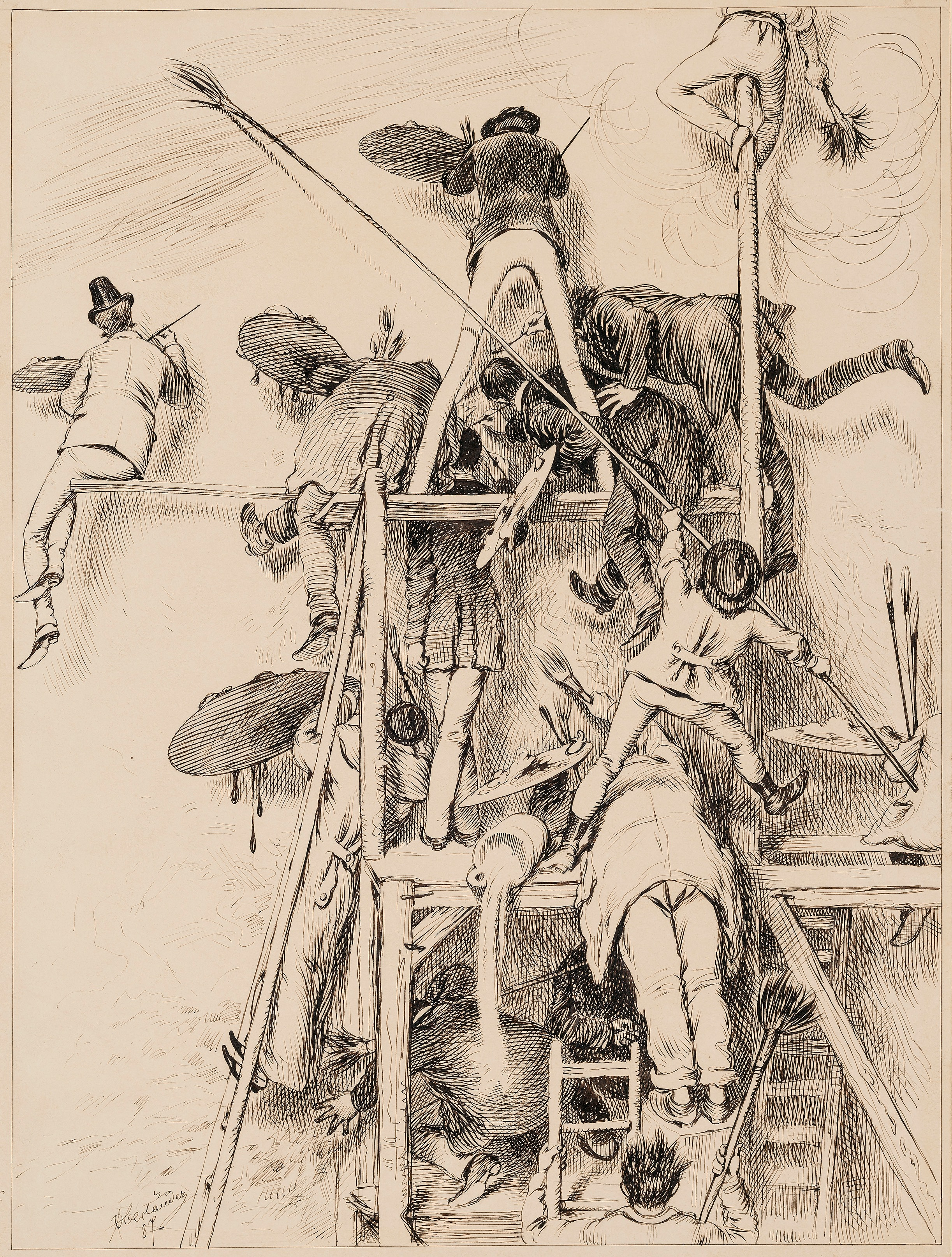
A mais recente pintura panorâmica, 1887